# Sutjeska (wieś)
Sutjeska (cyr. Сутјеска) – wieś w Serbii, w Wojwodinie, w okręgu środkowobanackim, w gminie Sečanj. W 2011 roku liczyła 1478 mieszkańców.